# Супутник (зупинний пункт)
Супу́тник — пасажирський залізничний зупинний пункт Херсонської дирекції Одеської залізниці на лінії Снігурівка — Миколаїв між станцією Засілля (10 км) та роз'їздом 44 км (5 км).
Розташований біля села Костянтинівка Вітовського району Миколаївської області.